# Врублевский, Сигизмунд Флорентий
Сигизму́нд Флоре́нтий Анто́нович Врубле́вский (пол. Zygmunt Florenty Wróblewski, 28 октября 1845, Гродно — 16 апреля 1888, Краков) — польский физик, химик, профессор Ягеллонского университета в Кракове. В 1883 году совместно с К.Ольшевским впервые получил жидкий кислород в измеримых количествах.
Брат Витольда Адольфа Антоновича, Эдуарда Викентия Антоновича и Станислава Федора Антоновича Врублевских.

## Биография
Родился в семье потомственных дворян. Отец, Антон Анастасий Казимирович – секретарь Совестного суда Гродненской губернии, мать, Каролина Врублевских, урождённая Маньковская. В 1862 году с серебряной медалью окончил Гродненскую гимназию и стал студентом физико-математического факультета Киевского университета. С 18 лет стал участником польского восстания.
В 1864 году сослан на жительство в Томскую губернию. В 1867 году после хлопот родных получил свидетельство на переселение в Казанскую губернию. Проживал в Цивильске на пособие шесть рублей в месяц. В конце февраля 1869 года получил свидетельство на переселение в Привислинский край и 1 марта отбыл в Варшаву. В 1869-1870 годах необходимость серьёзного лечения глазной болезни, развившейся во время заключения в тюрьмах и ссылке, заставила его обратиться к знаменитому офтальмологу Альбрехту фон Грефе.
Освобожден от надзора полиции в 1871 году «с дозволением жить повсеместно, за исключением столиц, столичных губерний, Царства Польского и западных губерний, с оставлением в силе воспрещения вступать в государственную и общественную службу». Желание завершить образование и посвятить жизнь науке побудило его оставить родину и переехать в Германию.

### Научная карьера
В августе — октябре 1871 года в Гейдельберге посетил профессора Густава Кирхгофа, представив ему свою космическую теорию, разработанную ещё в России. Не получив поддержки, отправился в университет Гумбольдта к профессору Герману фон Гельмгольцу, который читал там курс физики. Ознакомившись с космической теорией Врублевского, Гельмгольц предложил ему работу в лаборатории и указал на ряд опытов, доказывающих несправедливость некоторых пунктов теории. Простое и спокойное отношение профессора сильно повлияло на карьеру Врублевского; он оставляет свою космическую теорию и начинает заниматься физикой. В течение двух семестров он работает в лаборатории Гельмгольца, затем переселяется в Мюнхен.
В 1872—1874 годах был ассистентом при лаборатории профессора Филиппа Жолли в Мюнхенском университете, где выдержал экзамен и защитил диссертацию доктора философии со степенью summa cum laude.
В 1875 году перебрался в Страсбург, где состоял ассистентом и приват-доцентом при кафедре физики в лаборатории профессора Августа Адольфа Кундта. Занимался диффузией газов, опубликовал ряд работ. Научная деятельность Врублевского вызывает интерес среди соотечественников в Кракове; его приглашают на освобождавшуюся кафедру физики в университете. Ученые Краковского университета предварительно выхлопотали Сигизмунду Антоновичу стипендию Северина Галензовского, давшую ему возможность в течение года работать в Париже в лаборатории Высшей нормальной школы у профессора Анри Этьена Сент-Клер-Девиля. Занятие в лаборатории школы с изменённым прибором Луи Поля Кайете для сжижения газов сделало его имя известным в научном сообществе и положило начало целому ряду работ над сжижением газов.

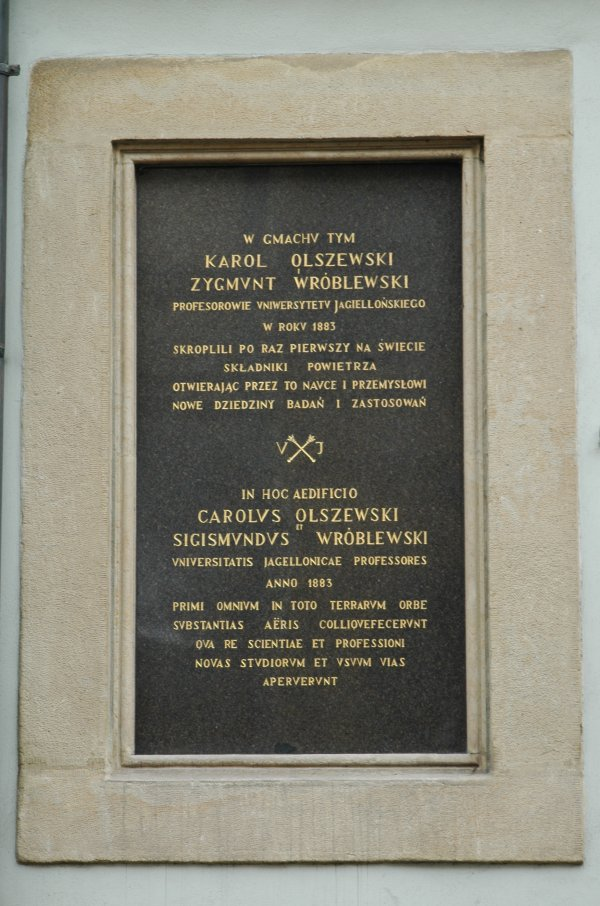
Памятная табличка на здании Краковского университета, где в 1883 году Врублевский и Ольшевский впервые получили жидкий кислород.

### Краковский университет
В 1882 году начал работать на кафедре физики Краковского университета. После своих знаменитых на весь мир опытов сжижения постоянных газов, обратился в министерство просвещения с просьбой об увеличении сумм, отпускаемых на экспериментальные исследования. Благодаря его ходатайству физический кабинет университета, до того времени скромно обставленный, обогатился многими ценными приборами, а физическая лаборатория электрифицирована.
Работы Врублевского над сжижением газов обратили внимание на него всего ученого мира. Венская Императорская академии наук в 1886 году присудила ему премию Баумгартена, в 1887 году удостоила звания члена-корреспондента. Общество физики и естественной истории в Женеве избрало его почетным членом. Кроме того, Врублевский был членом-корреспондентом Краковской академии наук, почетным членом общества поощрения наук в Познани и Польского общества естествоиспытателей им. Коперника во Львове. Физико-математический факультет Краковского университета избрал его деканом.

### Гибель

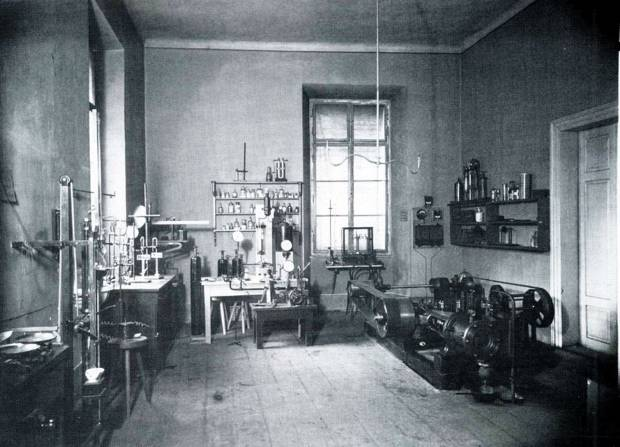
Лаборатория Ольшевского и Врублевского

Погиб в лаборатории в результате несчастного случая. Желая поскорее представить своё последнее исследование «Ueber die Zusammendruckbarkeit des Wasserstoffes» в Венскую академию наук, работал в физическом кабинете вечером в воскресенье 13 (25) марта 1888 года. От неловкого движения керосиновая лампа опрокинулась, и воспламенившийся керосин обдал руки и грудь Врублевского. Объятый пламенем, он сбежал со второго этажа и выскочил во двор. Прибежавшие жители соседнего двора потушили на нём пламя, а Врублевский послал людей в кабинет тушить пожар — только после этого ему была оказана медицинская помощь. Во время осмотра выяснилось, что больше всего пострадали левая рука и бок.
По истечении нескольких дней наступило гнойное заражение крови (сепсис), и через три недели — 4 (16) апреля 1888 года в 7 часов утра, Врублевский скончался.
От имени Берлинской академии наук соболезнования прислал Эмиль Генрих Дюбуа-Реймон; на заседании Венской академии наук речь о личности и научных заслугах Сигизмунда Антоновича Врублевского произнес профессор Эдуард Зюсс. Похоронен на Раковицком кладбище.

## Научный вклад

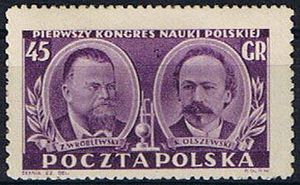
Сигизмунд Врублевский и Кароль Ольшевский на почтовой марке Польши

Основные работы Врублевского посвящены вопросам диффузии газов в жидких и твёрдых телах, сжижению газов. 29 марта 1883 года совместно с К.Ольшевским использовал новый метод для сжижения кислорода и получил жидкий кислород в измеримых количествах.
13 апреля того же года, используя жидкий кислород в качестве охладителя, С. А. Врублевский превратил в жидкость азот и окись углерода. Впервые определил критические температуры окиси углерода (1883), кислорода и азота (1885—1888).

## Память
В 1976 году Международный астрономический союз утвердил назвать фамилией учёного лунный кратер.

## Основные научные работы
- Untersuchungen über die Erregung der Elektricität durch mechanische Mittel (дисс. München, 1873).
- Über die Diffusion der Gase durch absorbirende Substanzen (Poggendorffʾs Annalen, Leipzig, 1876. T. 158, pp. 539–568).
- Über die Gesetze nach welchen die Gase sich in flüssigen, festflüssigen und festen Körpern verbreiten (Wiedemannʾs Annalen, Leipzig, 1877. T. 2, pp. 481–513).
- Über die Constante der Verbreitung der Kohlensäure im reinen Wasser (Wiedemannʾs Annalen, Leipzig, 1878. T. 4, pp. 268–277).
- Über die Abhängigkeit der Constante der Verbreitung der Gase in einer Flüssigkeit von der Zähigkeit der letzteren (Wiedemannʾs Annalen, Leipzig, 1879. T. 7, pp. 11–23).
- Über die Natur der Absorption der Gase (Wiedemannʾs Annalen, Leipzig, 1879. T. 8, pp. 29–52).
- Über die Anwendung der Photometrie für das Studium der Diffusionsversuchungen bei der Flüssigkeiten (Wiedemannʾs Annalen, Leipzig, 1881. T. 13, pp. 606–623).
- О влиянии сил молекулярных на явления диффузии через пористые стенки (Краков: Журнал академии наук. Т. 9).
- Sur la combinaison de lʾacide carbonique et de lʾeau (Comptes Rendus (C. R.), Paris, 1882. T. 94, pp. 212–213).
- Sur la composition de lʾacide carbonique hydrate (Comptes Rendus, Paris, 1882. T. 94, pp. 954–958).
- Sur les lois de solubilité de lʾacide carbonique dans lʾeau sous des hautes pressions (Comptes Rendus, Paris, 1882. T. 94, pp. 1355–1357).
- Untersuchungen über die Absorption der Gase durch die Flüssigkeiten unter hohen Drücken. Erste Abhandlung (Wiedemannʾs Annalen, Leipzig, 1882. T. 17, pp. 103–128).
- Untersuchungen über die Absorption der Gase durch die Flüssigkeiten unter hohen Drücken. Zweite Abhandlung (Wiedemannʾs Annalen, Leipzig, 1882. T. 18, p. 290).
- Sur lʾinfluence de la quantité du gaz dissous dans un liquide sur la tension superficielle (Comptes Rendus, Paris, 1882. T. 95, pp. 284–287).
- Sur la tension superficielle de quelques liquides en contact de lʾacide carbonique (Comptes Rendus, Paris, 1882. T. 95, pp. 342–343).
- Sur la liquéfaction de lʾoxygène et de lʾazote et sur la solidification du sulfure et de carbonne et de lʾalcoole (с профессором Ольшевским. C. R., Paris, 1883. T. 96, pp. 1140–1142).
- Sur la liquéfaction de lʾazote (с профессором К. Ольшевским. C. R., Paris, 1883. T. 96, pp. 1225–1226).
- Über die Verflüssigung des Sauerstoffs, Stickstoffs und Kohlenoxydes (с профессором К. Ольшевским (Wiedemannʾs Annalen, Leipzig, 1883. T. 20, pp. 243–257).
- Über das spezifische Gewicht des flüssigen Sauerstoffes (Wiedemannʾs Annalen, Leipzig, 1883. T. 20, p. 860).
- Sur la densité de lʾoxygène liquide (Comptes Rendus, Paris, 1883. T. 97, pp. 166–168).
- Sur la temperature critique et la pression critique de lʾoxygène (Comptes Rendus, Paris, 1883. T. 97, pp. 309–310).
- Sur la temperature quʾon obtient avec lʾoxygène bouillant et sur la solidification de lʾazote (Comptes Rendus, Paris, 1883. T. 97, pp. 1553–1555).
- Sur la liquéfaction de lʾhydrogène (Comptes Rendus, Paris, 1884. T. 98, p. 304—305).
- Sur la temperature dʾébulition de lʾoxygène, de lʾair, de lʾazote et de lʾoxyde de carbonne sous la pression atmosphérique (Comptes Rendus, Paris, 1884. T. 98, pp. 982–985).
- Comment lʾair a été liquefié, reponse à lʾarticle de M. Jamin (Paris, 1885).
- Sur les propriétes du gaz des marais liquide et sur son emploi comme réfrigérent (Comptes Rendus, Paris, 1884. T. 99, pp. 136–137).
- Sur les phénomenes que présentent les gaz permanents évaporés dans le vide; sur la limite de lʾemploi du thermomètre à lʾhydrogène, et sur la temperature quʾon obtient par la détente de lʾhydrogène liquefié (Comptes Rendus, Paris, 1885. T. 100, pp. 979–982).
- Über den Gebrauch des siedenden Sauerstoffs, Stickstoffs, Kohlenoxydes, sowie der atmosphärischen Luft als Kältemittel (Sitzungsberichte der Wiener Akademie, 1885. T. 91, pp. 667–711; Wiedemannʾs Annalen, Leipzig, 1885. T. 25, pp. 371–407).
- Über das Verhalten der flüssigen atmosphärischen Luft (Sitzungsberichte der Wiener Akademie. T. 92; Wiedemannʾs Annalen, Leipzig, 1885. T. 26, pp. 134–144).
- Über den elektrischen Widerstand des Kupfers bei den höchsten Kältegraden (Sitzungsberichte der Wiener Akademie. T. 92; Wiedemannʾs Annalen, Leipzig, 1885. T. 26, pp. 27–31).
- Sur la separation de lʾair atmosphérique liquide en deux liquides different (Comptes Rendus, Paris, 1885. T. 101, pp. 635–638).
- Sur la resistence élèctrique du cuivre à la température de 200° au dessous de zero et sur le pouvoir isolant dʾoxygène et de lʾazote liquid (Comptes Rendus, Paris, 1885. T. 101, pp. 160–164).
- Sur la densité de lʾair atmosphérique liquide et de ses composants, et sur le volume atomique de lʾoxygène et de lʾazote (Comptes Rendus, Paris, 1886. T. 102, pp. 1010–1012).
- Über die Darstellung des Zusammenhanges zwischen dem gasförmigen und flüssigen Zustande der Materie durch die Isopyknen (Sitzungsberichte der Wiener Akademie. T. 94; Wiedemannʾs Annalen, Leipzig, 1886. T. 29, p. 428).
- Обзор нынешнего состояния физики во Франции («Кosmos»).